# Jacques Rohault
Jacques Rohault, född 1618 i Amiens, Frankrike, död 27 december 1672 i Paris, var en fransk filosof, fysiker och matematiker, anhängare av cartesianismen. Han hade vuxit upp med den konventionella skolastiska filosofin men anslöt sig till och populariserade den nya cartesianska. Hans Traité de physique (Paris, 1671) blev en standardlärobok i stora delar av Europa.

## Biografi
Rohault var son till en rik vinhandlare och utbildades i Paris. Efter att ha vuxit upp med sin tids konventionella skolastiska filosofi antog och populariserade han den nya cartesianska fysiken. Hans onsdagsföreläsningar i Paris blev hyllade när de började på 1650-talet och lockade särskilt Pierre-Sylvain Régis.

## Vetenskapligt arbete

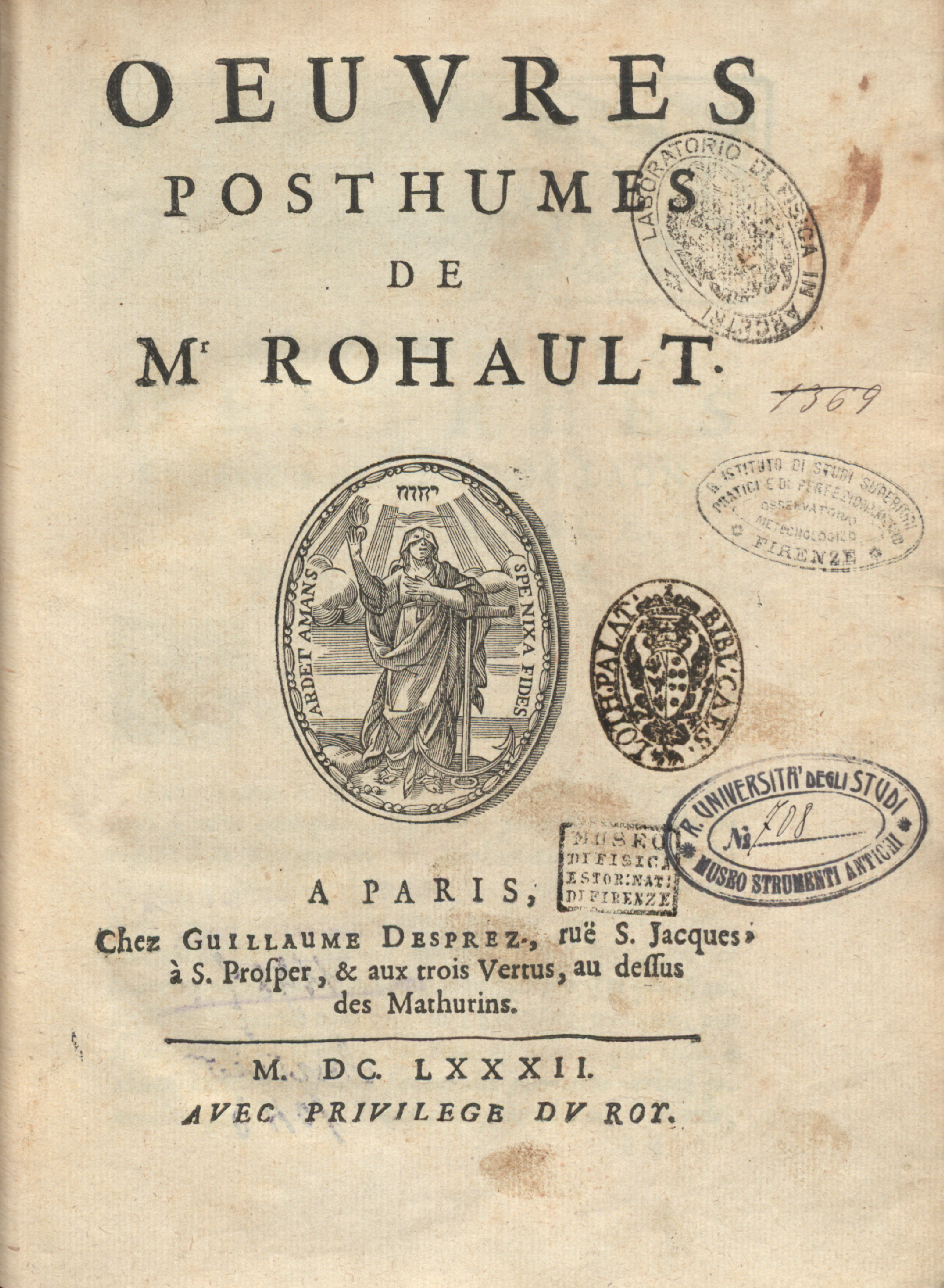
Oeuvres posthumes, 1682

Rohault höll fast vid den mekanistiska filosofin och gav stöd till dess "korpuskulära" eller atomiska förklaringsform, förutsatt att "små figurerade kroppar" var den underliggande fysiska verkligheten. Hans Traité de physique blev en standardlärobok i ett halvt sekel. Den följde det prejudikat som Henricus Regius satte för att skilja fysik från metafysik. Den inkluderade också teorin om gravitation av Christiaan Huygens, som ges i form av ett experiment. Översättningen av Samuel Clarke (ursprungligen till latin) fick en oberoende status, och många utgåvor, genom dennes anteckningar som påstods korrigera den med hänvisning till Isaac Newtons teorier. Rohaults experimentella inriktning förblev populär, trots kritiken av hans teorier.
Traité de physique hänvisade till en modell av ögat som Rohault hade arbetat med. Ett brett spektrum av experiment som användes av Rohault inkluderade några som nämns av Descartes och två välkända av Blaise Pascal, men också andra som tagits från män inom medicinen, som Gaspard Asselli, Louis Gayant, William Harvey, Jean Pecquet och Nicholas Steno.